# Marek Idziński
Marek Idziński, właściwie Marian Antoni Szymon Idziński (ur. 24 maja 1913 w Poznaniu, zm. 19 marca 1995 we Wrocławiu) – polski aktor teatralny i filmowy, oficer artylerii Wojska Polskiego.

## Życiorys
Urodził się w rodzinie Kazimierza (ur. 1869) i Marii z Grzeszkowiaków (ur. 1875). Młodość spędził w Poznaniu i Krotoszynie. Był harcerzem Chorągwi Wielkopolskiej ZHP. Po zdaniu matury ochotniczo zgłosił się do służby wojskowej, którą odbył w Wołyńskiej Szkole Podchorążych Rezerwy Artylerii we Włodzimierzu, gdzie ukończył IX kurs (1934-1935) oraz w 7 dywizjonie artylerii konnej w Poznaniu. Zwolniony do rezerwy w 1935 roku w stopniu kaprala podchorążego. W kolejnych latach studiował polonistykę na Uniwersytecie Poznańskim.
W 1938 roku został awansowany na stopień podporucznika rezerwy ze starszeństwem z 1 stycznia 1938 i 253. lokatą w korpusie oficerów artylerii. Podczas wojny obronnej 1939 roku był dowódcą II plutonu w 2 baterii 7 dak, walczącego w składzie Wielkopolskiej Brygady Kawalerii. Wziął udział w walkach w okolicach Radzewa, w bitwie nad Bzurą oraz obronie Warszawy. Po kapitulacji stolicy dostał się do niewoli, skąd zbiegł. Podczas II wojny światowej był zaangażowany w działalność konspiracyjną.
Po zakończeniu wojny był jednym z „Pionierów Wrocławia”, dokumentując na zdjęciach zniszczenia miasta. Następnie powrócił do Poznania, gdzie pracował m.in. jako konferansjer w Filharmonii Poznańskiej, lektor w tutejszej rozgłośni Polskiego Radia oraz w Państwowej Organizacji Imprez Artystycznych „Artos” (1953-1955). W latach 1955–1958 występował w Teatrze Ziemi Lubuskiej w Zielonej Górze. W kolejnych latach był członkiem zespołów: Teatru Popularnego w Grudziądzu (1958-1959), Bałtyckiego Teatru Dramatycznego w Koszalinie (1959–1960), Teatru im. Juliusza Osterwy w Lublinie (1960–1967). W 1961 roku zdał eksternistyczny egzamin aktorski. W 1965 otrzymał wyróżnienie za rolę Gotarda Pszonkina w przedstawieniu „Aktor” Cypriana Kamila Norwida na II Telewizyjnym Festiwalu Teatrów Dramatycznych. Od 1968 roku grał w Teatrze Współczesnym we Wrocławiu, gdzie pracował aż do przejścia na emeryturę w 1978 roku. W latach 1958–1980 wystąpił w ośmiu audycjach Teatru Polskiego Radia.
Był kolekcjonerem i znawcą broni i militariów, amatorsko zajmował się również fotografią, malarstwem oraz tworzeniem poezji. Był dwukrotnie żonaty, jego drugą żoną była aktorka Wanda Węsław-Idzińska (1925–2004). Został pochowany na Cmentarzu Grabiszyńskim we Wrocławiu.

## Ordery i odznaczenia
- Krzyż Srebrny Orderu Virtuti Militari[8][2]
- Krzyż Kawalerski Orderu Odrodzenia Polski[2]
- Medal „Za udział w wojnie obronnej 1939”[2]
- Medal za Warszawę 1939–1945[2]
- Medal Zwycięstwa i Wolności 1945[2]
- Medal 10-lecia Polski Ludowej[2]
- Medal 30-lecia Polski Ludowej[2]

## Filmografia
Wybrana filmografia:
- Wilczy bilet (1964) – dyrektor Karol Binowski
- Zasieki (1973)
- Wśród nocnej ciszy (1978) – wywiadowca
- Test pilota Pirxa (1978) – członek trybunału
- ...Gdziekolwiek jesteś panie prezydencie... (1978)
- Wściekły (1979) – kioskarz w Krakowie
- Strachy (1979) – redaktor
- Wolny strzelec (1981)
- Wyjście awaryjne (1982) – gość na weselu
- Szkoda twoich łez (1983) – mężczyzna w restauracji
- Dzień kolibra (1983) – instruktor modelarski w szkole
- Trapez (1984) – pracownik garbarni (odc. 2, 4)
- Jak się pozbyć czarnego kota (1984) – myśliwy z Ameryki
- Temida (1987) – odc. „Powrót po śmierć”
- Dom Sary (1985) – profesor
- Na kłopoty… Bednarski (1986) – pan Stanisław, klient „Profesora” (odc. 7)
- Czarny wąwóz (1989)